# Bầu cử tổng thống Hoa Kỳ 1884
Cuộc bầu cử tổng thống Hoa Kỳ năm 1884 là cuộc bầu cử tổng thống bốn năm một lần lần thứ 25, được tổ chức vào Thứ Ba, ngày 4 tháng 11 năm 1884. Trong cuộc bầu cử này, Thống đốc Đảng Dân chủ Grover Cleveland từ New York đã đánh bại James G. Blaine từ Maine thuộc Đảng Cộng hòa. Nó là cuộc bầu cử tràn ngập những lời vu khống cá nhân đáng xấu hổ, thứ đã làm lu mờ các vấn đề thực tại xảy ra trên đất nước, chẳng hạn như thay đổi công vụ. Cleveland là đảng viên Đảng Dân chủ đầu tiên được bầu làm Tổng thống Hoa Kỳ kể từ James Buchanan vào năm 1856, là người đầu tiên giữ chức vụ này kể từ khi Andrew Johnson rời Nhà Trắng vào năm 1869, và là người cuối cùng giữ chức vụ này cho đến khi Woodrow Wilson nhậm chức năm 1913. Vì lý do này, năm 1884 là một cuộc bầu cử quan trọng trong lịch sử chính trị Hoa Kỳ, đánh dấu thời gian gián đoạn đầu tiên trong kỷ nguyên mà Tổng thống phần lớn đến từ Đảng Cộng hòa giữa Tái thiết và Đại khủng hoảng.
Cleveland đã giành được đề cử Tổng thống trong lần bỏ phiếu thứ 2 tại Đại hội toàn quốc đảng Dân chủ năm 1884. Tổng thống đương nhiệm Chester A. Arthur kế vị Tổng thống vào năm 1881 sau khi Tổng thống James A. Garfield bị ám sát, nhưng ông đã không thành công trong nỗ lực tìm kiếm đề cử Tổng thống trong cuộc bầu cử này. Blaine, người từng là Ngoại trưởng dưới thời Tổng thống Garfield, đã đánh bại Arthur và các ứng cử viên khác trong lần bỏ phiếu thứ 4 tại Đại hội toàn quốc Đảng Cộng hòa năm 1884. Một nhóm những người theo chủ nghĩa cải cách của Đảng Cộng hòa được gọi là "Mugwumps" đã từ chối ủng hộ Blaine, coi ông ta là một kẻ tham nhũng. Chiến dịch tranh cử đã bị hủy hoại bởi những công kích cá nhân vô căn cứ. Blaine là người tai tiếng với việc tham nhũng công và điều này vô tình làm những cử tri Công giáo xa lánh vào phút cuối và quay sang ủng hộ các ứng cử viên khác.
Trong cuộc bầu cử, Cleveland đã giành được 48,9% tổng số phiếu phổ thông trên toàn quốc và 219 phiếu đại cử tri, giành được miền Nam và một số tiểu bang dao động quan trọng. Blaine đã giành được 48,3% số phiếu phổ thông và 182 phiếu đại cử tri. Cleveland đã thắng bang quê hương New York của mình chỉ với cách biệt 1.149 phiếu bầu; và nếu ông thua tại đây, ông sẽ thất cử. Hai ứng cử viên của các đảng nhỏ, John St. John từ Đảng Cấm rượu và Benjamin Butler từ Đảng Đồng bạc xanh và Đảng Chống độc quyền, mỗi người giành được ít hơn 2% tổng số phiếu phổ thông. Blaine là cựu Ngoại trưởng cuối cùng được đề cử bởi một đảng chính trị lớn cho đến khi Hillary Clinton được đề cử vào năm 2016, trong khi Cleveland trở thành Tổng thống duy nhất đến từ Đảng Dân chủ từ khi Nội chiến kết thúc đến khi Woodrow Wilson thắng cử trong năm 1912, một khoảng thời gian gần 50 năm. Blaine, tương tự, cũng trở thành ứng cử viên Đảng Cộng hòa duy nhất trong khoảng thời gian 60 năm từ 1856 đến 1916 không bao giờ thắng trong một cuộc bầu cử Tổng thống và là 1 trong 2 ứng cử viên duy nhất thất cử trong khoảng thời gian 80 năm từ 1856 đến 1936.

## Đề cử

### Đề cử của Đảng Dân chủ
| Đề cử của Đảng Dân chủ năm 1884       |                                      |
| Grover Cleveland                      | Thomas A. Hendricks                  |
| cho Tổng thống                        | cho Phó Tổng thống                   |
|                                       |                                      |
| Thống đốc New York thứ 28 (1883–1885) | Thống đốc Indiana thứ 16 (1873–1877) |
| Chiến dịch                            |                                      |
|                                       |                                      |

Đại hội của Đảng Dân chủ nhóm họp tại Chicago từ ngày 8 đến 11 tháng 7 năm 1884, với Thống đốc New York Grover Cleveland là người dẫn đầu rõ ràng, ông nhận được sự ủng hộ từ các nhà cải cách miền Bắc và những người giàu có. Mặc dù nhóm Tammany Hall gay gắt phản đối Cleveland, nhưng nhóm này chỉ chiếm thiểu số trong phái đoàn của New York. Họ dự định ngăn Cleveland bằng cách thay đổi quy tắc bỏ phiếu, tức là thay vì cả phái đoàn chỉ có 1 phiếu duy nhất để bầu cho ứng cử viên thì mỗi người đều được bỏ phiếu; tuy nhiên, nó chưa bao giờ trở thành hiện thực. Daniel N. Lockwood từ phái đoàn New York là người đề cử Cleveland trước đại hội. Nhưng bài phát biểu khá mờ nhạt của ông đã bị lu mờ bởi bài phát biểu sau đó của Edward S. Bragg từ Wisconsin. "Họ yêu mến ông ấy, thưa các quý ông," Bragg nói về Cleveland, "và họ tôn trọng ông, không chỉ vì bản thân ông ấy, vì tính cách của ông ấy, vì sự chính trực, óc phán đoán và ý chí sắt đá của ông ấy, mà hơn hết, họ yêu ông ấy vì những kẻ thù mà ông ấy đã 'tạo ra'." Bài phát biểu giống như cú tát vào mặt nhóm Tammany, đến mức ông chủ của nó, John Kelly, lao lên bục, hét lên rằng Tammany chỉ coi bài phát biểu này như một lời tán dương mà thôi.
Trong lần bỏ phiếu đầu tiên, Cleveland dẫn đầu với 392 phiếu bầu, kém số phiếu tối thiểu để được đề cử hơn 150 phiếu. Theo sau ông là Thomas F. Bayard từ Delaware, 170 phiếu; Allen G. Thurman từ Ohio, 88 phiếu; Samuel J. Randall từ Pennsylvania, 78 phiếu và Joseph E. McDonald từ Indiana, 56 phiếu;.... Randall sau đó rút lu và tuyên bố ủng hộ Cleveland. Động thái này, cùng với việc khối miền Nam cũng ủng hộ Cleveland, đủ để đưa ông vượt lên dẫn đầu trong lần bỏ phiếu thứ 2, với 683 phiếu bầu so với 81,5 cho Bayard và 45,5 cho Thomas A. Hendricks từ Indiana. Hendricks được nhất trí đề cử làm Phó Tổng thống trong lần bỏ phiếu đầu tiên sau khi John C. Black, William Rosecrans và George Washington Glick rút lui.

### Đề cử của Đảng Cộng hòa
| Đề cử của Đảng Cộng hòa năm 1884  |                                                           |
| James G. Blaine                   | John A. Logan                                             |
| cho Tổng thống                    | cho Phó Tổng thống                                        |
|                                   |                                                           |
| Ngoại trưởng Hoa Kỳ thứ 28 (1881) | Thượng nghị sĩ Hoa Kỳ từ Illinois (1871–1877 & 1879–1886) |
|                                   |                                                           |

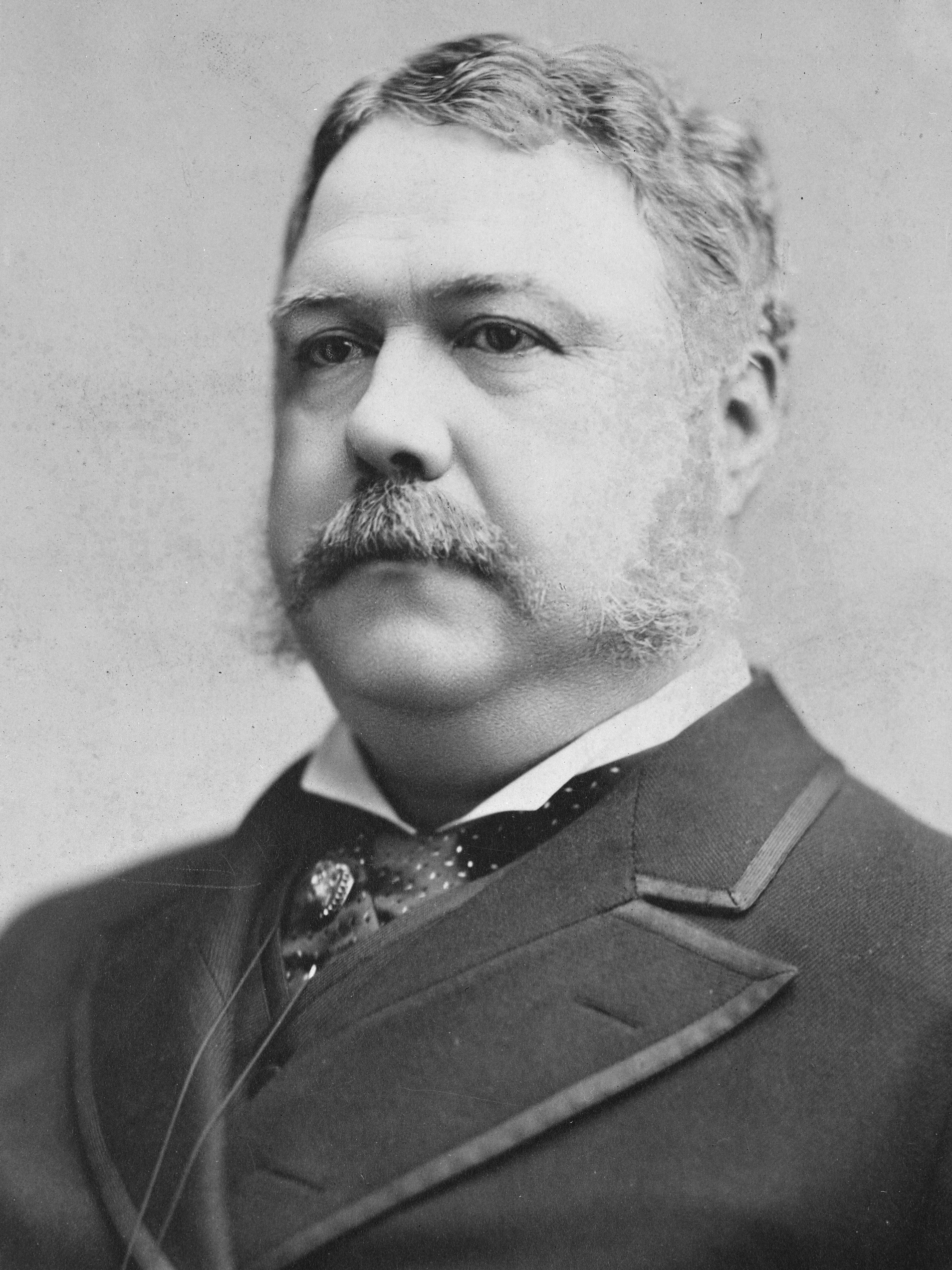
Chester A. Arthur, tổng thống đương nhiệm vào năm 1884, người sẽ hết nhiệm kỳ vào ngày 4 tháng 3 năm 1885

Đại hội toàn quốc Đảng Cộng hòa năm 1884 được tổ chức tại Chicago, Illinois, từ ngày 3 đến ngày 6 tháng 6, với cựu Ngoại trưởng James G. Blaine từ Maine, Tổng thống Arthur và Thượng nghị sĩ George F. Edmunds từ Vermont là những người dẫn đầu. Mặc dù vẫn còn nổi tiếng, nhưng Arthur đã không nghiêm túc tham gia giành đề cử vì biết rằng các vấn đề sức khỏe ngày càng gia tăng của ông có nghĩa là ông có thể sẽ không sống sót qua nhiệm kỳ thứ 2 của mình (cuối cùng ông qua đời vào tháng 11 năm 1886, tức là nếu tái cử lần này, ông sẽ mất 1 năm 8 tháng sau khi nhậm chức lần 2). Blaine dẫn đầu trong lần bỏ phiếu đầu tiên, Arthur về thứ 2 và Edmunds về thứ 3. Thứ tự này không thay đổi trong các lần bỏ phiếu tiếp theo khi Blaine giành được thêm nhiều phiếu hơn và đã giành được đa số phiếu trong lần bỏ phiếu thứ 4. Sau khi đề cử Blaine, đại hội đã chọn Thượng nghị sĩ John A. Logan từ Illinois làm ứng cử viên Phó Tổng thống. Blaine đến này vẫn là ứng cử viên Tổng thống duy nhất từng đến từ Maine.
Vị tướng nổi tiếng thời Nội chiến, William Tecumseh Sherman, được coi là một ứng cử viên tiềm năng của Đảng Cộng hòa, nhưng đã rút lui theo vì được gọi là "lời thề của Sherman": "Nếu được chỉ định, tôi sẽ không ứng cử; nếu được bổ nhiệm, tôi sẽ không đảm nhận; nếu được bầu, tôi sẽ không phục vụ." Robert Todd Lincoln, Bộ trưởng Chiến tranh Hoa Kỳ, và là con trai của cố Tổng thống Abraham Lincoln, cũng được các chính trị gia và giới truyền thông đương thời hết sức ủng hộ để ra tranh cử nhưng Lincoln cũng từ chối giống Sherman.

### Đảng nhỏ

#### Đề cử của Đảng Chống độc quyền
Các ứng cử viên của Đảng Chống độc quyền

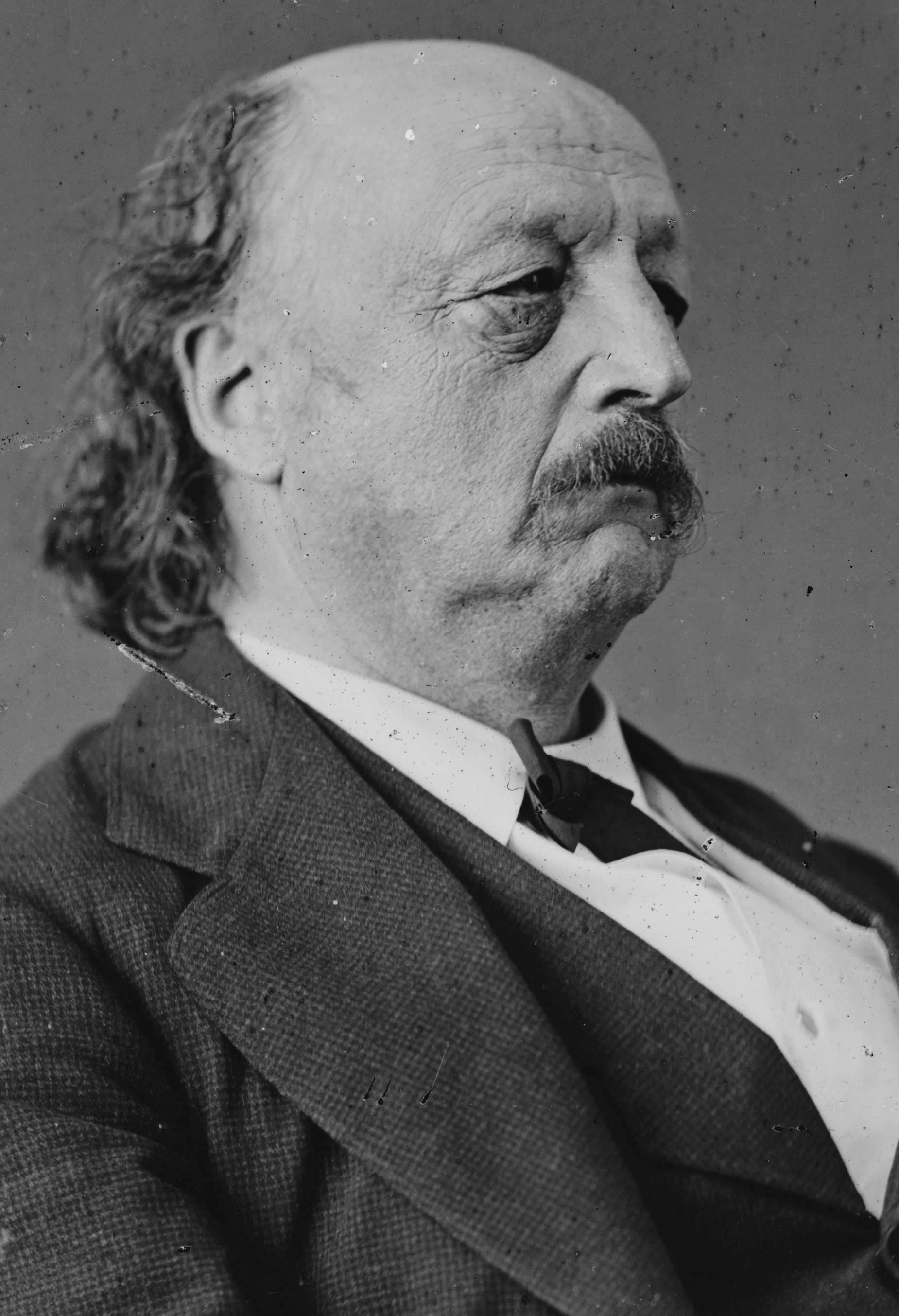
Benjamin Butler từ Massachusetts
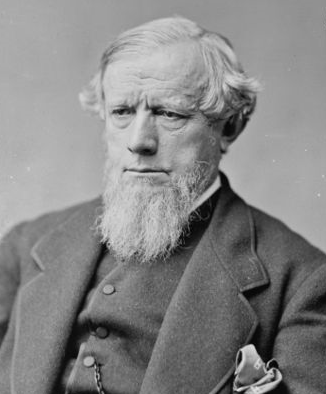
Allen G. Thurman từ Ohio
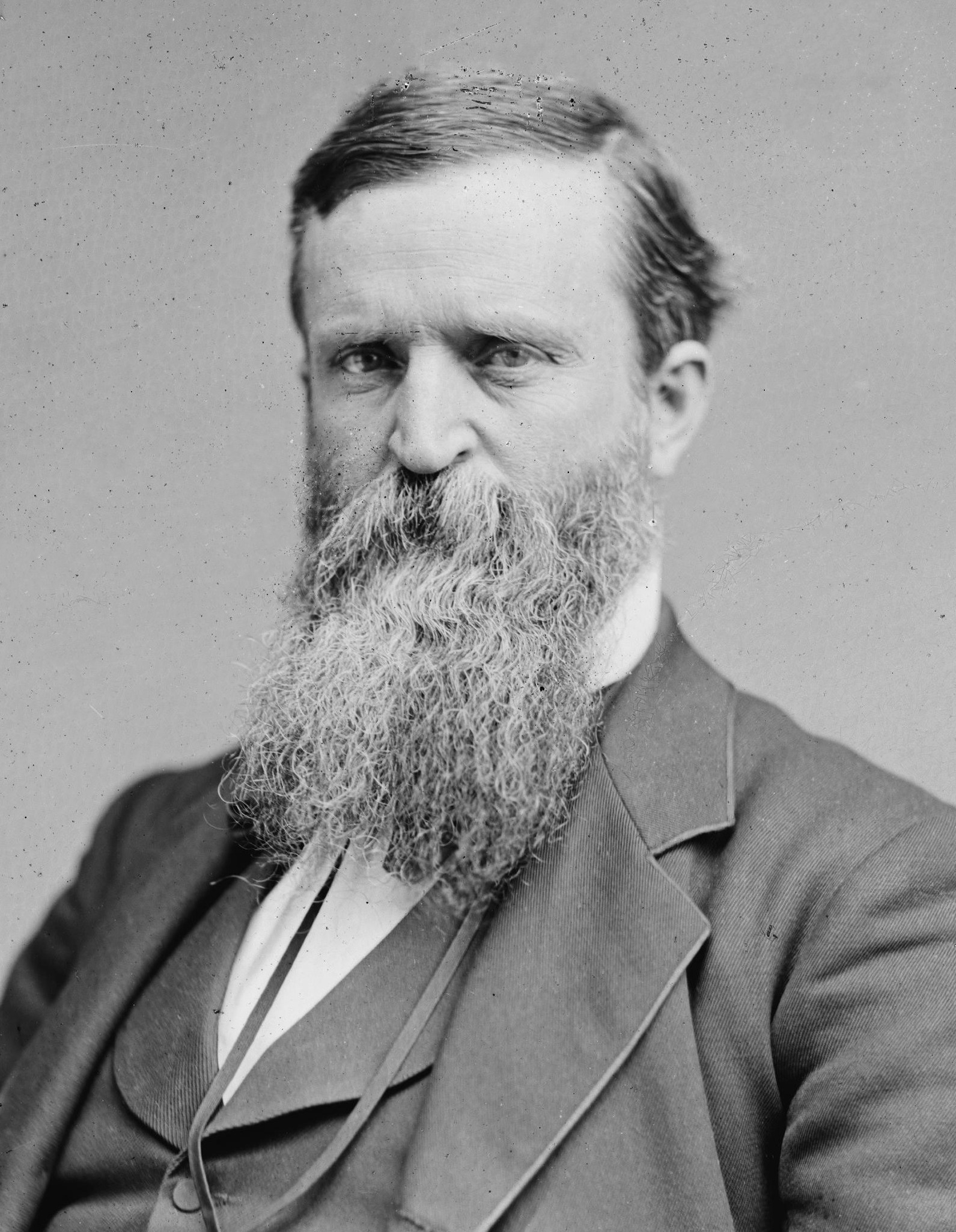
James B. Weaver từ Iowa (từ chối tranh cử)

Đại hội toàn quốc Đảng Chống độc quyền được triệu tập tại Hershey Music Hall ở Chicago, Illinois vào ngày 14 tháng 5. Đảng được thành lập để phản đối các hoạt động kinh doanh của các công ty mới nổi trên toàn quốc. Có khoảng 200 đại biểu đến từ 16 bang, nhưng 61 người trong số họ đến từ Michigan và Illinois.
Alson Streeter là chủ tịch tạm quyền và John F. Henry là chủ tịch thường trực.
Benjamin Butler đã được đề cử làm Tổng thống trong lần bỏ phiếu đầu tiên. Các đại biểu từ New York, Washington, DC và Maryland đã phản đối đại hội khi có vẻ như không được phép thảo luận về bất kỳ ứng cử viên khác. Allen G. Thurman và James B. Weaver được đưa ra làm những lựa chọn thay thế cho Butler, nhưng Weaver từ chối, không muốn thực hiện một chiến dịch toàn quốc khác cho một chức vụ chính trị, và Thurman cũng không mấy nhiệt tình. Butler, mặc dù không phản đối việc đề cử, nhưng hy vọng sẽ được Đảng Dân chủ hoặc Đảng Cộng hòa đề cử, hoặc ít nhất là giống như trước, soạn cương lĩnh dễ nhận được ủng hộ hơn Đảng Đồng bạc xanh. Cuối cùng, chỉ có Đảng Đồng bạc xanh tán thành ông ra tranh cử.
Đại hội đã chọn không đề cử một ứng cử viên cho chức Phó Tổng thống, hy vọng rằng các đại hội khác sẽ tán thành một cương lĩnh tương tự họ và đề cử một ứng cử viên Phó Tổng thống phù hợp.:55Ủy ban cuối cùng đã đề cử Absolom Madden West làm ứng cử viên Phó Tổng thống của đảng.:56

#### Đề cử của Đảng Đồng bạc xanh
Ứng cử viên Đảng Đồng bạc xanh:

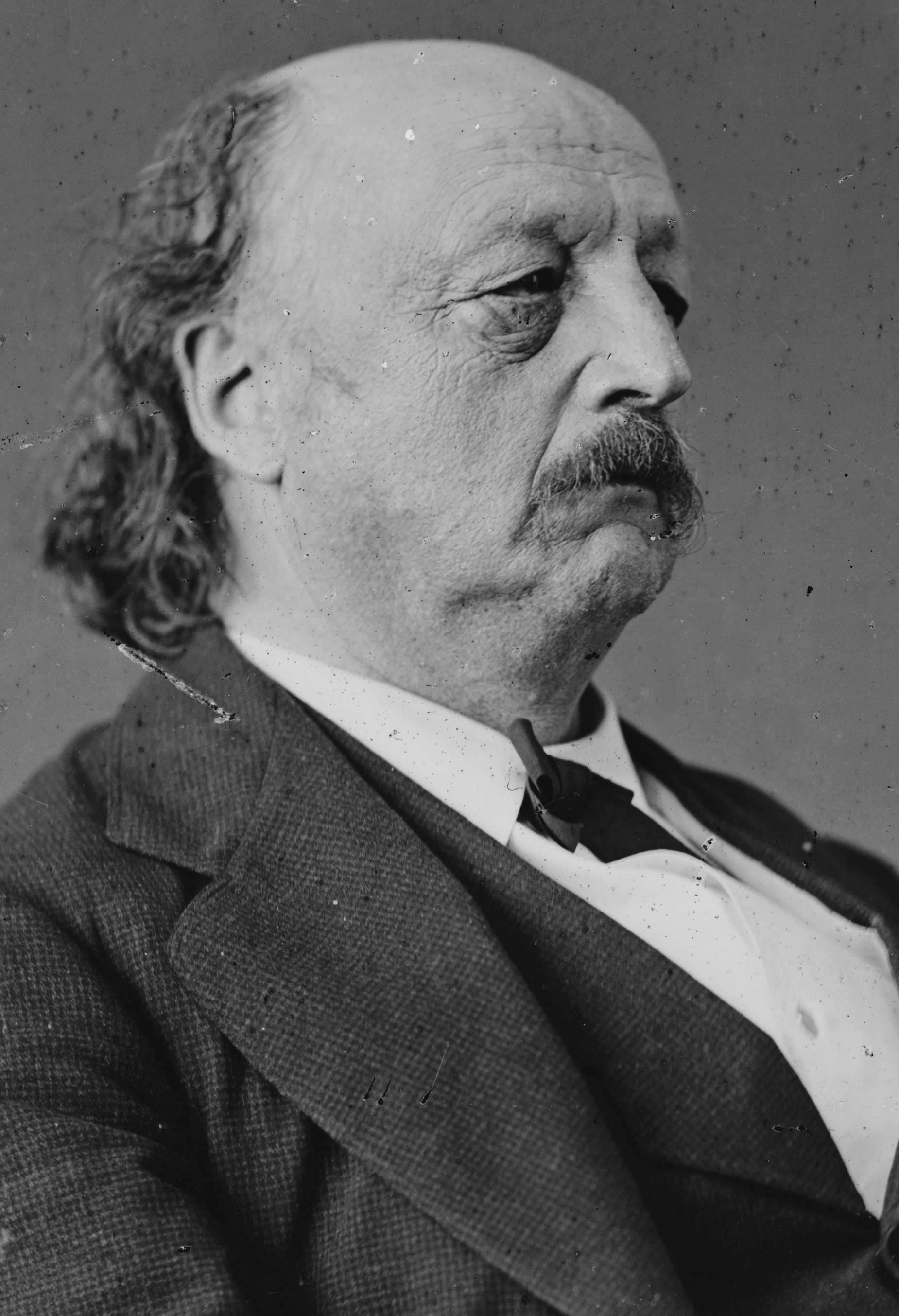
Benjamin Butler từ Massachusetts
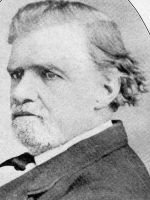
Chủ tịch Đảng Jesse Harper từ Illinois

Đại hội toàn quốc của Đảng Đồng bạc xanh được tổ chức tại Nhà hát Opera của Anh ở Indianapolis, Indiana. Các đại biểu từ 28 tiểu bang và Quận Columbia đã tham dự. Đại hội đã đề cử Benjamin F. Butler làm Tổng thống thay vì Chủ tịch Đảng Jesse Harper trong lần bỏ phiếu đầu tiên. Absolom M. West đã được nhất trí đề cử cho vị trí Phó Tổng thống, và sau đó cũng được Đảng Chống độc quyền tán thành.
Butler ban đầu hy vọng các "đảng thiểu số" ở mỗi bang, Dân chủ hoặc Cộng hòa, cùng những người ủng hộ ông thuộc các đảng khác nhau thành lập một liên minh với cái tên "Đảng Nhân dân". Nhưng nhiều thành viên 2 đảng lớn, trong khi có thể đồng ý với thông điệp và cương lĩnh của Butler, lại không sẵn lòng ủng hộ một đảng khác đảng mình. Ở một số nơi, đặc biệt là Iowa, các liên minh đã được đề cử; về cơ bản, các phiếu bầu của Butler và Cleveland sẽ được cộng lại với nhau để tạo thành tổng số phiếu bầu của cả liên minh, cho phép họ giành được bang ngay cả khi cả 2 tính riêng không đạt đa số, với phiếu đại cử tri được chia theo tỷ lệ phần trăm phiếu bầu mà mỗi bên giành được.
Nhưng ngay cả khi liên minh thắng tại một số bang có triển vọng (như Indiana, Nebraska, Wisconsin, Illinois), nó sẽ không thay đổi kết quả, không có tiểu bang nào mà Blaine thắng chuyển sang Cleveland thắng.

#### Đề cử của Đảng Cấm rượu Hoa Kỳ

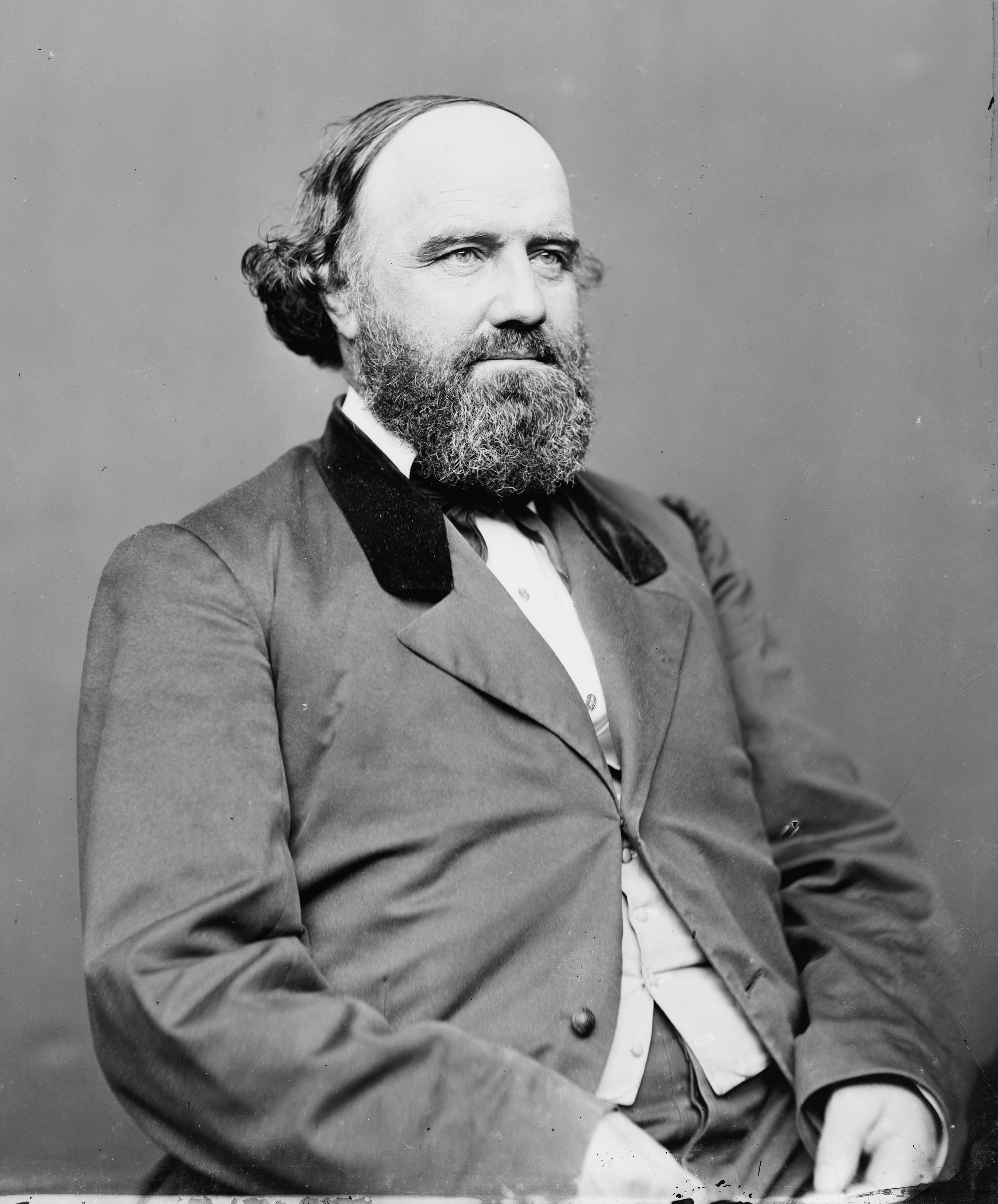
Samuel C. Pomeroy từ Kansas (rút lui ngày 27 tháng 8, 1884) (ủng hộ John St. John)

Đảng Cấm rượu Hoa Kỳ đã tổ chức đại hội toàn quốc tại tòa nhà YMCA ở Chicago, Illinois. Có 150 đại biểu, trong đó có nhiều đại biểu không tham gia bỏ phiếu. Đảng đã tìm cách lôi cuốn các phong trào cải cách chống Hội Tam Điểm, cấm rượu, chống chế độ đa thê thành lập một đảng mới. Jonathan Blanchard là một nhân vật quan trọng trong đảng. Ông ấy đã đi khắp các bang miền Bắc vào mùa xuân và đưa ra một bài phát biểu có tựa đề "Đảng Hoa Kỳ - Nguyên tắc và Tuyên bố của nó."
Trong đại hội, tên đảng đã được đổi từ Đảng Hoa Kỳ thành Đảng Cấm rượu Hoa Kỳ. Đảng này được gọi là Đảng Chống Hội Tam điểm vào năm 1880. Nhiều đại biểu tại đại hội ban đầu quan tâm đến việc đề cử John St. John, cựu thống đốc bang Kansas, nhưng người ta sợ rằng việc đề cử như vậy có thể khiến ông mất cơ hội được đề cử bởi Đảng Cấm rượu. Các nhà lãnh đạo Đảng đã gặp Samuel C. Pomeroy, một cựu thượng nghị sĩ cùng bang, người về nhì trong lần bỏ phiếu tại đại hội, và theo đề nghị của Pomeroy, họ sẽ rút lui nếu St. John giành được đề cử của Đảng Cấm rượu. Được đề cử cùng với Pomeroy là John A. Conant đến từ Connecticut.
John sau đó đã giành được đề cử của Đảng Cấm rượu, Pomeroy và Conant lập tức rút khỏi cuộc đua và ủng hộ ông. Thời báo New York suy đoán rằng sự ủng hộ này "mang lại cho ông ấy 40.000 phiếu bầu".

#### Đề cử của Đảng Cấm rượu

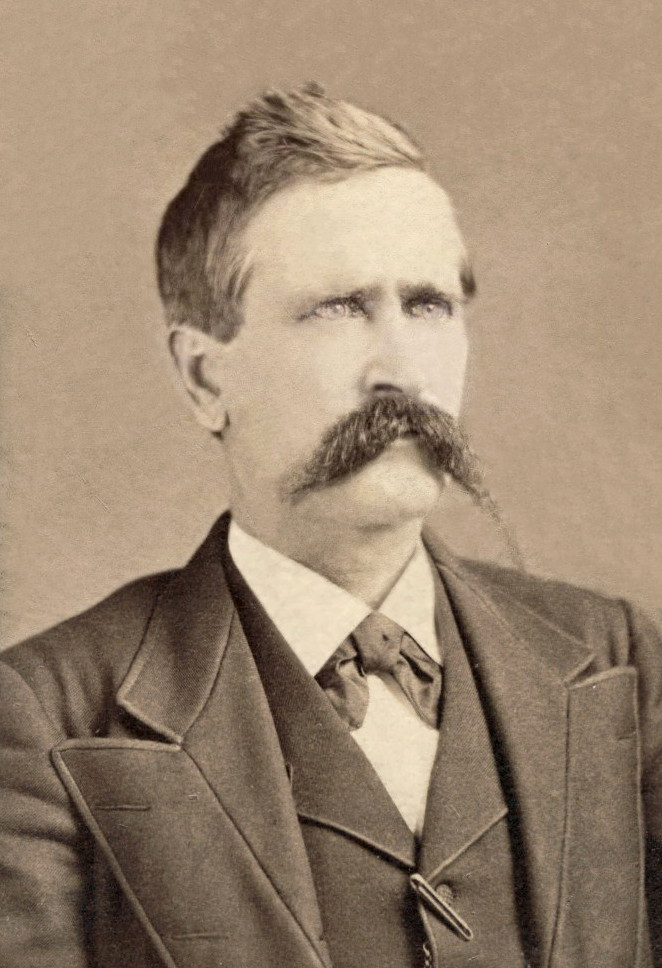
John St. John từ Kansas

Đại hội toàn quốc của Đảng Cấm rượu được tổ chức tại Lafayette Hall, Pittsburgh, Pennsylvania. Có 505 đại biểu từ 31 tiểu bang và vùng lãnh thổ dự đại hội. Liên danh tranh cử đã được nhất trí đề cử: John St. John cho vị trí Tổng thống và William Daniel cho vị trí Phó Tổng thống. Cương lĩnh Đảng Cấm chỉ đơn giản ủng hộ việc hình sự hoá đồ uống có cồn.

#### Đề cử của Đảng Quyền Bình đẳng

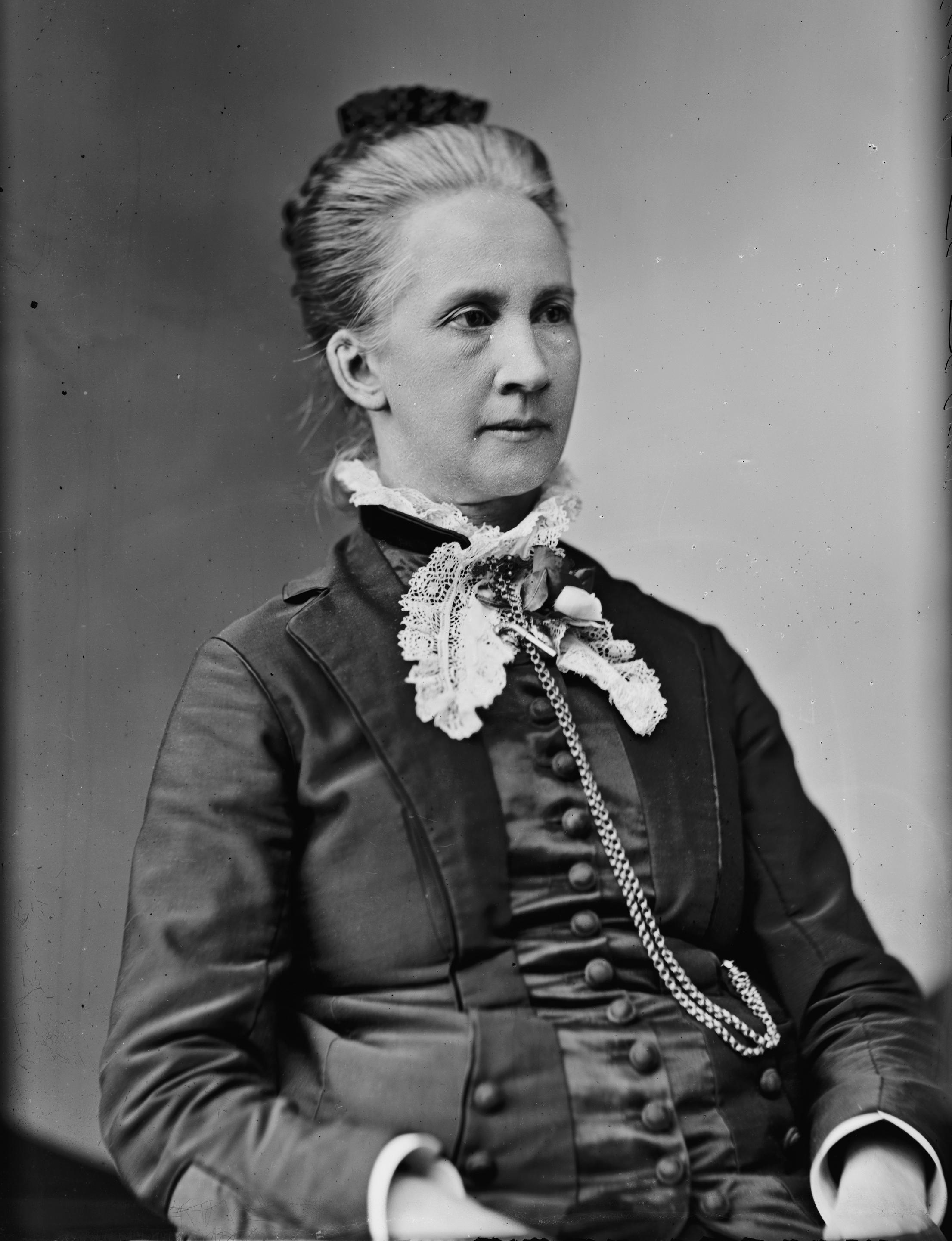
Luật sư và Người ủng hộ quyền bầu cử của phụ nữ Belva Ann Lockwood từ Washington, D.C.

Không hài lòng với sự phản đối của các đảng lớn đối với quyền bầu cử của phụ nữ, một nhóm nhỏ phụ nữ đã tuyên bố thành lập Đảng Quyền bình đẳng vào năm 1884.
Đảng Quyền Bình đẳng đã tổ chức đại hội toàn quốc tại San Francisco, California, vào ngày 20 tháng 9. Đại hội đã đề cử Belva Ann Lockwood, một luật sư ở Washington, DC, làm Tổng thống. Chủ tịch Marietta Stow, người phụ nữ đầu tiên chủ trì một đại hội toàn quốc, đã được đề cử làm Phó Tổng thống.:57:56
Lockwood đã đồng ý trở thành ứng cử viên Tổng thống của đảng mặc dù hầu hết phụ nữ ở Hoa Kỳ chưa có quyền bầu cử. Cô ấy nói, "Tôi không thể bỏ phiếu nhưng tôi có thể được bầu chọn." Cô ấy là người phụ nữ đầu tiên tổ chức một chiến dịch tranh cử lớn (Victoria Woodhull trước đó chỉ tiến hành một chiến dịch nhỏ vào năm 1872). Đảng Quyền bình đẳng không ngân quỹ, nhưng Lockwood đã thuyết trình để kiếm tiền cho chiến dịch vận động tranh cử. Bà đã nhận được khoảng 4.194 phiếu bầu trên toàn quốc.

## Tổng tuyển cử

### Chiến dịch

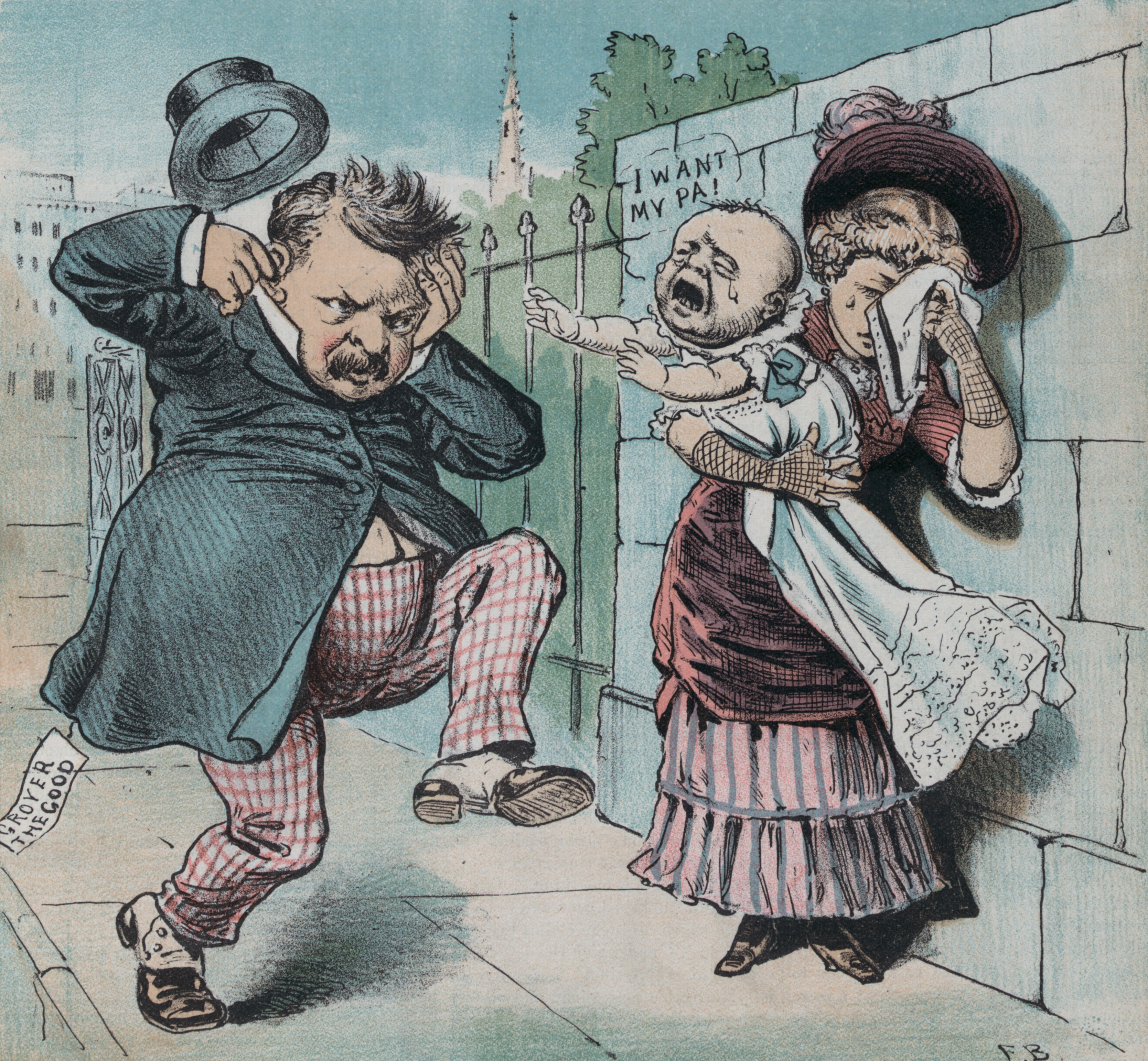
Tranh châm biếm tấn công vào đạo đức của Cleveland

Tính cách và đạo đức cá nhân là điều tối quan trọng trong chiến dịch năm 1884. Blaine đã không được đề cử làm Tổng thống trong hai cuộc bầu cử trước đó vì cái được gọi là "những bức thư Mulligan": Vào năm 1876, một nhân viên kế toán ở Boston tên là James Mulligan đã tìm thấy một số bức thư ới nội dung cho thấy Blaine đã dùng ảnh hưởng của mình ở Quốc hội để giúp đỡ các doanh nghiệp một cách bất hợp pháp. Lá thư kết thúc bằng cụm từ "hãy đốt lá thư này", từ đó nảy sinh một khẩu hiệu phổ biến của Đảng Dân chủ - "Đốt, đốt, đốt lá thư này!" Chỉ một lần làm như vậy, ông ta sẽ nhận được 110.150 đô la (hơn 1,5 triệu đô la theo tỷ giá hối đoái năm 2010) từ Công ty Đường sắt Little Rock và Fort Smith đổi lại là sự đảm bảo về trợ cấp đất liên bang, cùng những thứ khác. Kết quả là các đảng viên Đảng Dân chủ và đảng viên Cộng hòa chống Blaine đã tấn công không ngừng nghỉ vào tính chính trực của ông. Mặt khác, Cleveland được biết đến với biệt danh "Grover Cương trực" vì tính chính trực của mình; trong khoảng thời gian 3 năm trước, ông đã lần lượt trở thành thị trưởng của Buffalo, New York, và sau đó là thống đốc của bang New York, thành công dẹp yên nạn hối lộ của Tammany Hall.

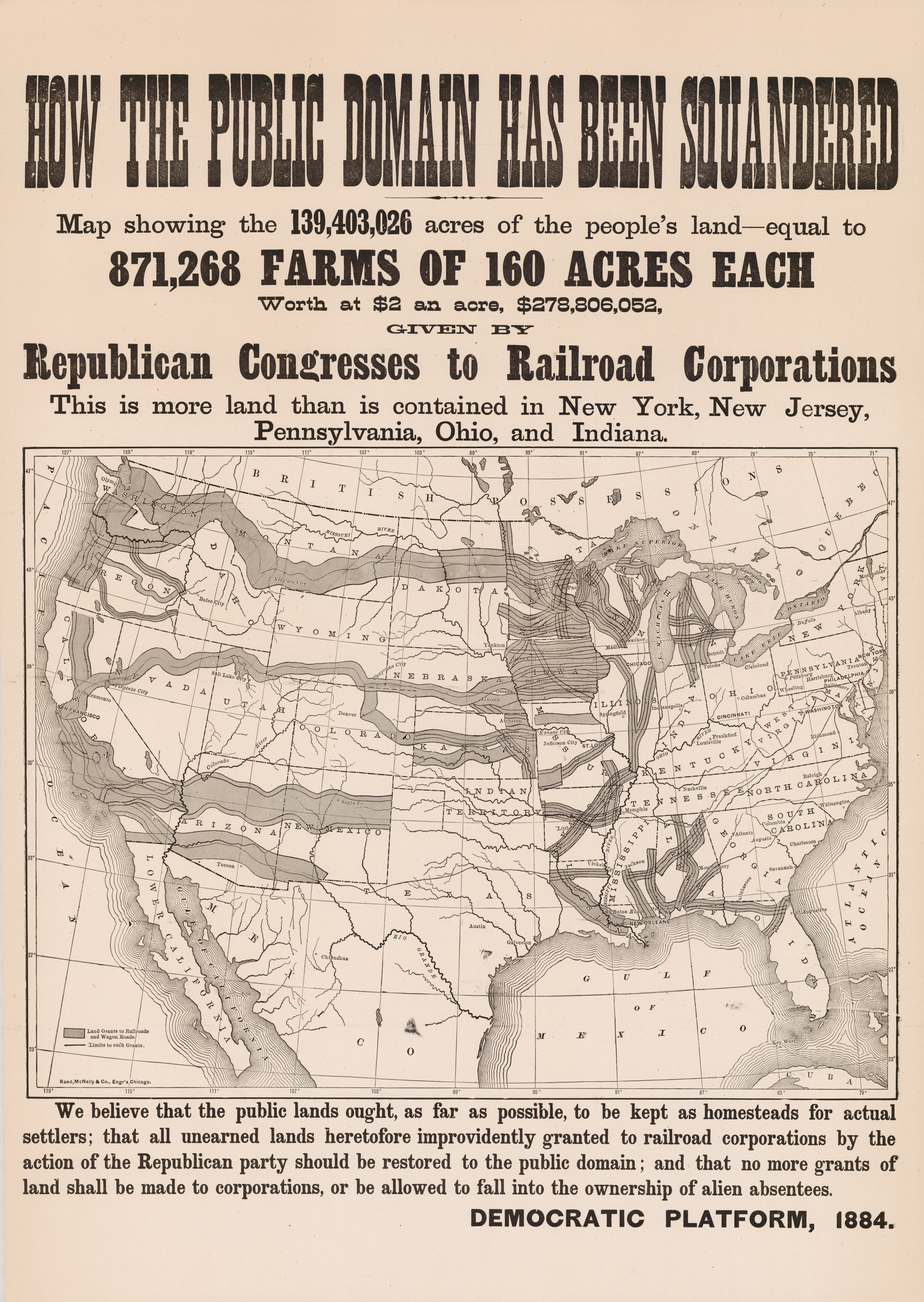
Áp phích này mô tả những phần đất công đã bị cắt để làm đường sắt

Nhà bình luận Jeff Jacoby bình luận rằng, "Không phải kể từ thời George Washington đến nay, Hoa Kỳ mới tìm được một ứng cử viên Tổng thống nổi tiếng về sự ngay thẳng của mình." Vào tháng 7, Đảng Cộng hòa đã tìm ra một điểm yếu trong quá khứ của Cleveland. Được hỗ trợ bởi các bài giảng của một mục sư tên là George H. Ball, họ buộc tội rằng Cleveland đã có một đứa con ngoài giá thú khi ông còn là luật sư ở Buffalo. Đối mặt với vụ bê bối, Cleveland ngay lập tức nói: "Trên hết, hãy nói sự thật." Cleveland thừa nhận đã trả tiền chu cấp vào năm 1874 cho Maria Crofts Halpin, người phụ nữ tuyên bố rằng ông là cha của đứa con của cô ấy, tên là Oscar Folsom Cleveland (đặt tên theo một người bạn và đối tác luật của Cleveland), nhưng ông khẳng định rằng quan hệ cha con với đứa trẻ này chưa chắc là sự thật. Không lâu trước ngày bầu cử, các phương tiện truyền thông của Đảng Cộng hòa đã công bố một bản khai có tuyên thệ của Halpin, trong đó cô ấy nói rằng cho đến tận khi gặp Cleveland, "cuộc sống của cô ấy trong sáng và không tì vết" và nói thêm rằng cô "không có và chưa bao giờ nghi ngờ về quan hệ cha con giữa 2 người, cũng như không tin Grover Cleveland cùng những người bạn của ông đã đặt tên Oscar Folsom cho cậu bé để chối bỏ nó, vì đơn giản việc này thật bỉ ổi và sai trái." Trong một bản khai khác, Halpin cũng ngụ ý rằng Cleveland đã cưỡng hiếp cô, làm cô có thai. Các họa sĩ vẽ tranh biếm họa của Đảng Cộng hòa trên khắp cả nước đã có những ngày tháng "vui vẻ" vì với những bản khai của Halpin, họ có thể phát hành hàng tá tranh biếm họa nhắm vào Cleveland về vấn đề này.

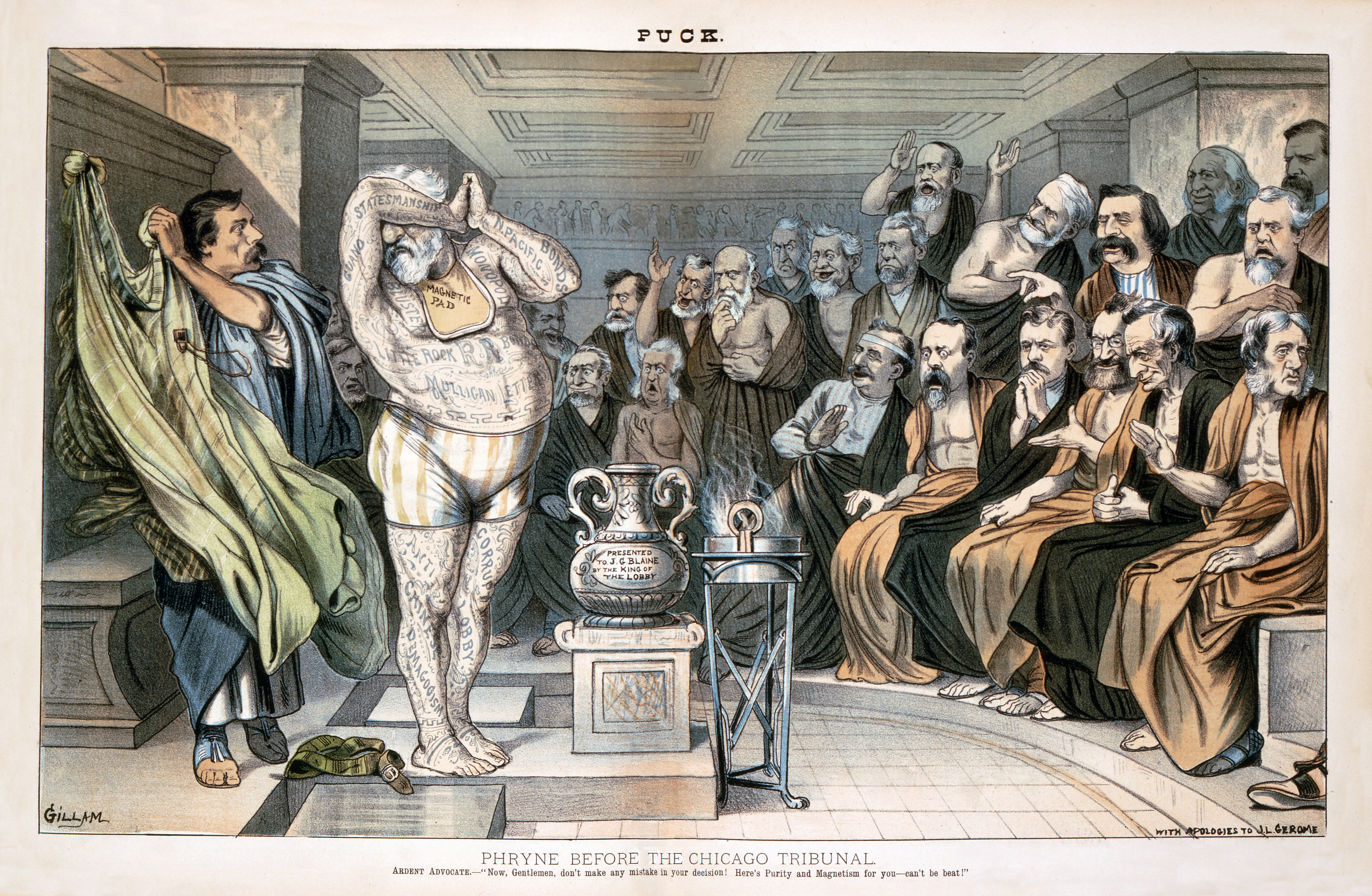
Tranh châm biếm trên tạp chí Puck mô tả Blaine, với chi chít những vụ bê bối tham nhũng đã in hằn lên cơ thể, đang "chịu trận" trước những "thẩm phán" của phái Mugwumps. Đặc biệt chú ý, "thẩm phán" thứ 4 từ phải sang ngồi hàng đầu chính là Theodore Roosevelt, Tổng thống Hoa Kỳ tương lai

Chiến dịch tranh cử của Cleveland quyết định rằng trực tiếp và thẳng thắn là cách xử trí tốt nhất trước vụ bê bối này: họ thừa nhận rằng Cleveland đã có một "mối quan hệ bất chính" với người mẹ và rằng một đứa trẻ đã được sinh ra và mang họ Cleveland. Họ cũng lưu ý rằng không có bằng chứng nào cho thấy Cleveland là cha và tuyên bố rằng, việc ông chịu trách nhiệm cho vấn đề này và tìm một ngôi nhà cho đứa trẻ, chỉ là cách Cleveland làm đúng nghĩa vụ của mình. Cuối cùng, họ chứng minh được rằng người mẹ không bị buộc phải đi biệt tích; chỉ là nơi ở của cô ấy không được biết đến. Những người ủng hộ Blaine đã lên án Cleveland bằng những lời lẽ nặng nề nhất, khi dùng câu giễu cợt "Ma, Ma, Where's my Pa?" [Mẹ, Mẹ, Cha con đâu?] (Sau chiến thắng của Cleveland, những người ủng hộ Cleveland sẽ đáp lại lời chế nhạo bằng câu: "Đã đến Nhà Trắng, Ha, Ha, Ha.") Tuy nhiên, việc kiểm soát vấn đề của chiến dịch của Cleveland đã đạt hiệu quả và ông vẫn dẫn đầu cho đến tận Ngày Bầu cử. Hơn nữa, mối đe dọa lớn nhất đối với Đảng Cộng hòa đến từ những nhà cải cách được gọi là "Mugwumps", những người tức giận trước quá khứ tham nhũng của Blaine hơn là những vấn đề riêng tư của Cleveland.
Trong tuần cuối cùng của cuộc bầu cử, chiến dịch Blaine gặp thảm họa. Tại một cuộc họp của Đảng Cộng hòa có Blaine tham dự, một nhóm các nhà thuyết giáo từ New York đã chọc tức Mugwumps. Người phát ngôn của nhóm này, Mục sư, Tiến sĩ Samuel Burchard, cho biết, "Chúng tôi là những người theo Đảng Cộng hòa, và không rời bỏ đảng của mình và tham gia đảng có tiền thân là rượu rum, chủ nghĩa La Mã và Nội chiến." Blaine không nhận ra lời nói tục tĩu chống Công giáo của Burchard, cũng như các phóng viên đã có mặt tự lúc nào, trong đó có cả những người do Đảng Dân chủ cài cắm, đảm bảo rằng vụ việc này sẽ được công bố rộng rãi. Tuyên bố này đã thúc đẩy tỷ lệ bỏ phiếu của người Ireland và Công giáo ở Thành phố New York nhằm chống lại Blaine, khiến ông phải trả giá bằng việc thua bang New York với cách biệt sít sao.
Ngoài bài phát biểu của Burchard, người ta cũng tin rằng chiến dịch của John St. John là nguyên nhân giúp Cleveland giành chiến thắng trong cuộc bầu cử ở New York. Vì những người theo chủ nghĩa Cấm rượu có xu hướng liên minh nhiều hơn với những người Cộng hòa, nên Đảng Cộng hòa đã cố gắng thuyết phục St. John rút lui. Khi họ không thuyết phục được, họ tìm cách vu khống ông ta. Vì điều này, ông ấy đã nỗ lực gấp nhiều lần để thu hút cử tri ở ngoại ô New York, nơi Blaine dễ để thua vì lập trường cấm rượu của mình, cuối cùng đã lấy đi phiếu bầu của Đảng Cộng hòa.

### Kết quả
Mặc dù kết quả nhìn chung vẫn giống như kết quả từ năm 1880 nhưng Cleveland đã thắng ở ba bang (New York, Indiana và Connecticut) mà James A. Garfield đã thắng, trong khi Blaine thắng ở hai bang ( California và Nevada) mà Winfield Hancock đã thắng. Nhưng hầu hết các bang đó đều có số phiếu đại cử tri tương đối nhỏ, và chiến thắng của Cleveland ở New York là chiến thắng quyết định. Cleveland đã thắng với cách biệt lớn hơn một chút so với Garfield (0,57% so với 0,11%) trong phiếu phổ thông, nhưng cách biệt nhỏ hơn một chút trong Đại cử tri đoàn (29 phiếu so với 59). Cleveland trở thành đảng viên Đảng Dân chủ đầu tiên giành chiến thắng mà không thắng Pennsylvania, California, Nevada và Illinois. Pennsylvania bỏ phiếu cho ứng cử viên thua cuộc lần đầu tiên kể từ năm 1824, lần đầu bỏ phiếu cho người thua phiếu phổ thông kể từ năm 1800.
Kết quả đánh dấu một bước đột phá của cho Đảng Cấm rượu, đảng chỉ là một đảng nhỏ trong ba cuộc bầu cử trước đó. Mặc dù họ chưa bao giờ đến gần với ghế Tổng thống và chỉ đạt được thành công hạn chế trong các cuộc bầu cử quốc hội và tiểu bang, nhưng họ sẽ thường xuyên giành được ít nhất một điểm phần trăm số phiếu phổ thông (và đôi khi đứng thứ ba) trong các cuộc bầu cử Tổng thống trong 3 thập kỷ tiếp theo cho đến khi Tu chính án 18, chính thức cấm đồ uống có cồn, được thông qua vào năm 1919. Ngược lại, Butler chỉ giành được ít hơn một nửa số phiếu phổ thông mà James B. Weaver giành được vào năm 1880, đẩy nhanh sự suy tàn của Đảng Đồng bạc xanh. Đây là cuộc bầu cử tổng thống cuối cùng mà đảng này tham gia; nó sụp đổ sau khi cuộc bầu cử năm 1888.
Tại Quận Burke, Georgia, 897 phiếu bầu đã được kiểm bầu cho "Đảng Cộng hòa Whig" cho chức Tổng thống (chúng không được tính cho Blaine). Đảng Cộng hòa đã thắng ở 20 trong số 33 thành phố có dân số trên 50.000 người bên ngoài Nam Hoa Kỳ.
| Ứng cử viên Tổng thống         | Đảng                           | Bang nhà                       | Phiếu Phổ thông                | Phiếu Phổ thông                | Phiếu Đại cử tri | Đồng tranh cử              | Đồng tranh cử | Đồng tranh cử    |
| Ứng cử viên Tổng thống         | Đảng                           | Bang nhà                       | Số phiếu                       | %                              | Phiếu Đại cử tri | Ứng cử viên Phó Tổng thống | Bang nhà      | Phiếu Đại cử tri |
| ------------------------------ | ------------------------------ | ------------------------------ | ------------------------------ | ------------------------------ | ---------------- | -------------------------- | ------------- | ---------------- |
| Stephen Grover Cleveland       | Dân chủ                        | New York                       | 4,914,482                      | 48.85%                         | 219              | Thomas Andrews Hendricks   | Indiana       | 219              |
| James Gillespie Blaine         | Cộng hòa                       | Maine                          | 4,856,903                      | 48.28%                         | 182              | John Alexander Logan       | Illinois      | 182              |
| John Pierce St. John           | Cấm rượu                       | Kansas                         | 147,482                        | 1.50%                          | 0                | William Daniel             | Maryland      | 0                |
| Benjamin Franklin Butler       | Đồng bạc Xanh/Chống độc quyền  | Massachusetts                  | 134,294                        | 1.33%                          | 0                | Absolom Madden West        | Mississippi   | 0                |
| Belva Ann Bennett Lockwood     | Quyền Bình đảng                | Washington, D.C.               | 4,194                          | 0.04%                          | 0                | Marietta L.B. Stow         | California    | 0                |
| Khác                           | Khác                           | Khác                           | 3,576                          | 0.04%                          | —                | Khác                       | Khác          | —                |
| Tổng cộng                      | Tổng cộng                      | Tổng cộng                      | 10,060,145                     | 100%                           | 401              |                            |               | 401              |
| Cần thiết để giành chiến thắng | Cần thiết để giành chiến thắng | Cần thiết để giành chiến thắng | Cần thiết để giành chiến thắng | Cần thiết để giành chiến thắng | 201              |                            |               | 201              |

| \| Phiếu Phổ thông \| Phiếu Phổ thông \| Phiếu Phổ thông \| Phiếu Phổ thông \| Phiếu Phổ thông \| \| --------------- \| --------------- \| --------------- \| --------------- \| --------------- \| \| \| \| \| \| \| \| Cleveland \| Cleveland \| \| 48.85% \| 48.85% \| \| Blaine \| Blaine \| \| 48.28% \| 48.28% \| \| St. John \| St. John \| \| 1.50% \| 1.50% \| \| Butler \| Butler \| \| 1.33% \| 1.33% \| \| Khác \| Khác \| \| 0.09% \| 0.09% \| |           |  |        |        |
| Phiếu Phổ thông |           |  |        |        |
| |           |  |        |        |
| Cleveland | Cleveland |  | 48.85% | 48.85% |
| Blaine | Blaine    |  | 48.28% | 48.28% |
| St. John | St. John  |  | 1.50%  | 1.50%  |
| Butler | Butler    |  | 1.33%  | 1.33%  |
| Khác | Khác      |  | 0.09%  | 0.09%  |

| \| Phiếu Đại cử tri \| Phiếu Đại cử tri \| Phiếu Đại cử tri \| Phiếu Đại cử tri \| Phiếu Đại cử tri \| \| ---------------- \| ---------------- \| ---------------- \| ---------------- \| ---------------- \| \| \| \| \| \| \| \| Cleveland \| Cleveland \| \| 54.61% \| 54.61% \| \| Blaine \| Blaine \| \| 45.39% \| 45.39% \| |           |  |        |        |
| Phiếu Đại cử tri |           |  |        |        |
| |           |  |        |        |
| Cleveland | Cleveland |  | 54.61% | 54.61% |
| Blaine | Blaine    |  | 45.39% | 45.39% |

### Thư viện Kết quả

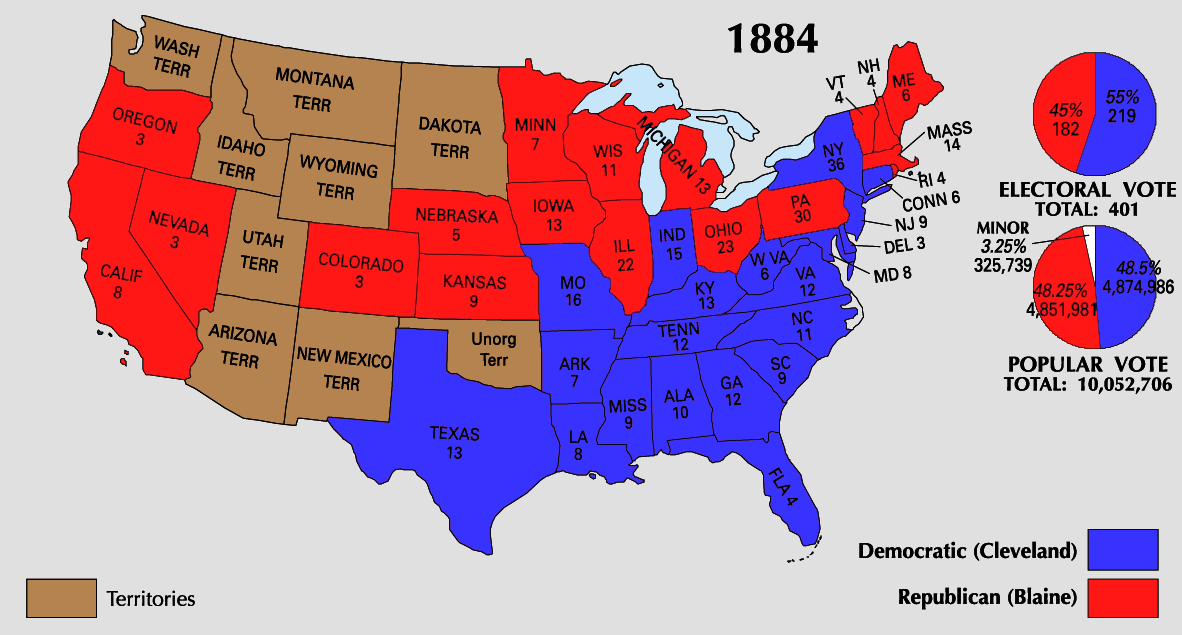
Kết quả Bầu cử chi tiết

Kết quả theo quận, được tô sắc theo phần trăm phiếu bầu

#### Kết quả theo bản đồ

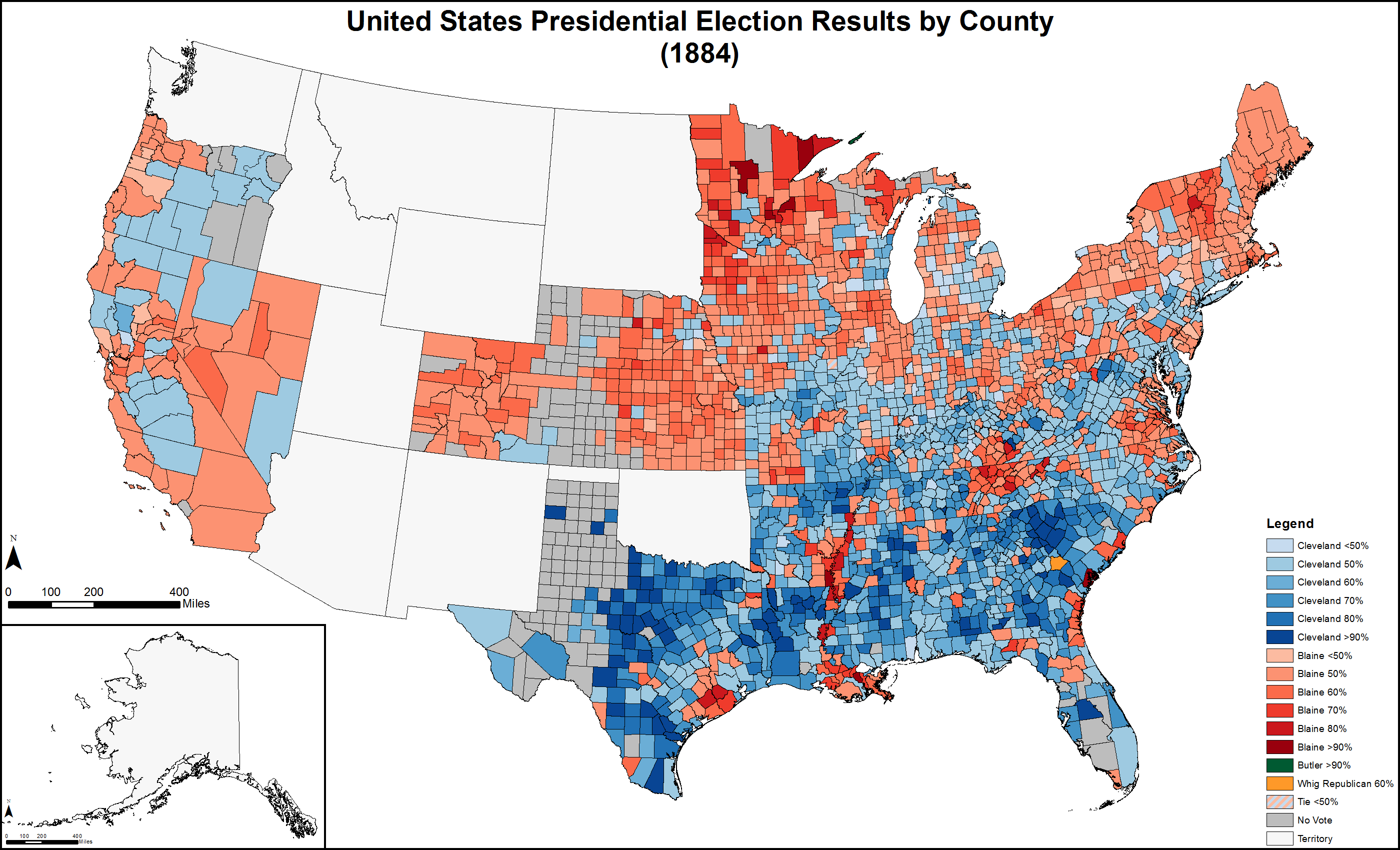
Kết quả theo quận
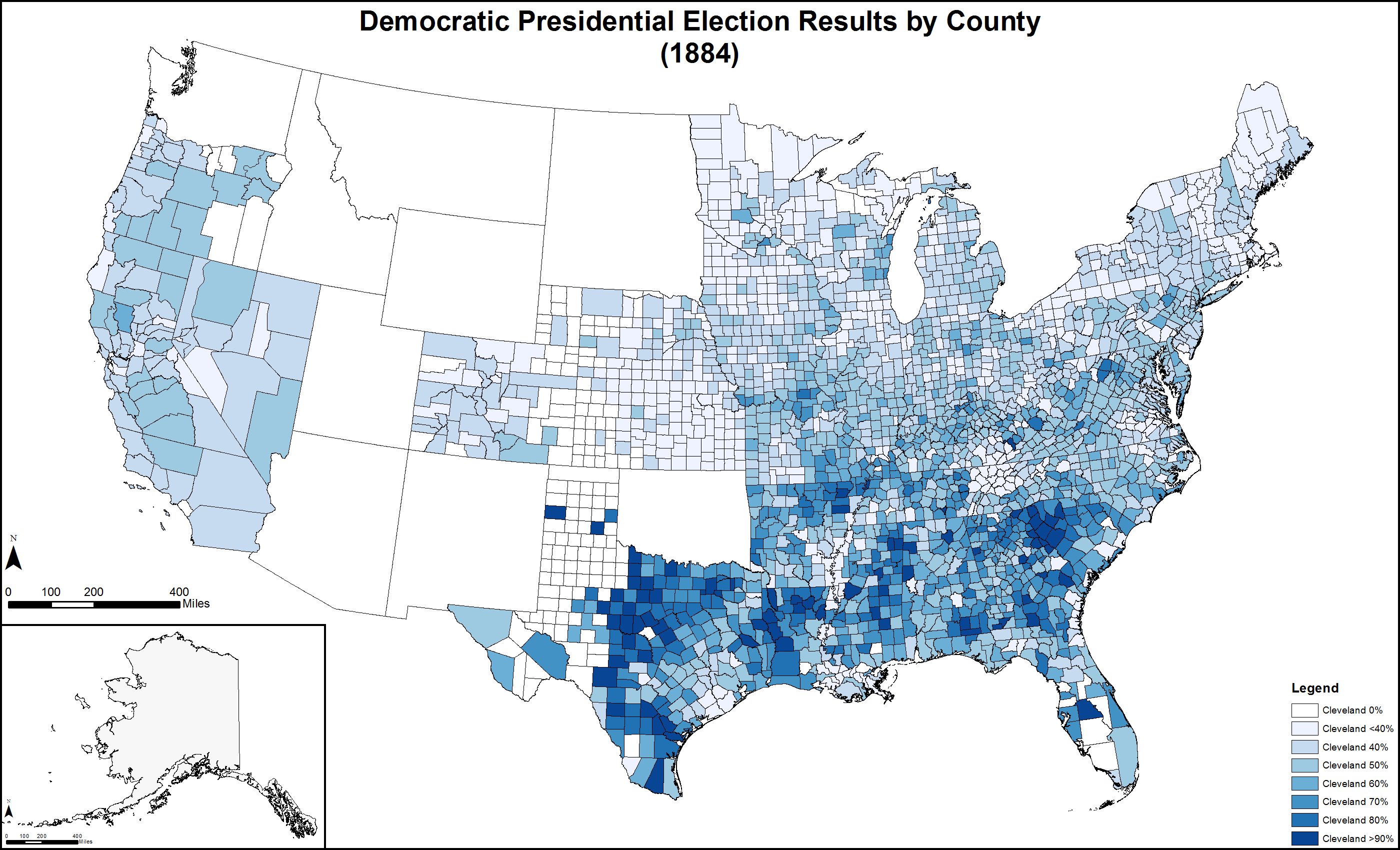
Quận bầu cho Đảng Dân chủ, được tô sắc theo phần trăm phiếu bầu
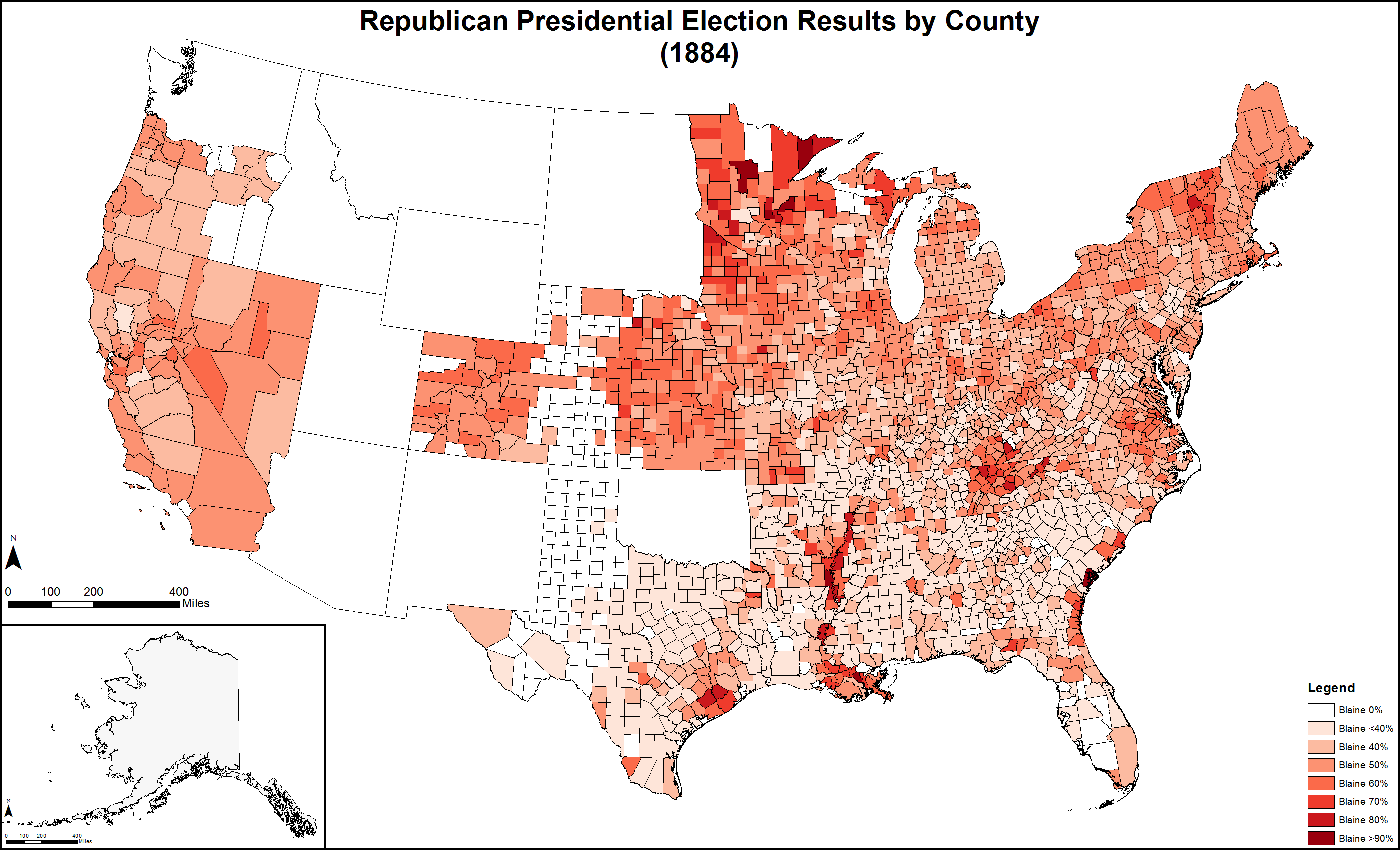
Quận bầu cho Đảng Cộng hòa, được tô sắc theo phần trăm phiếu bầu
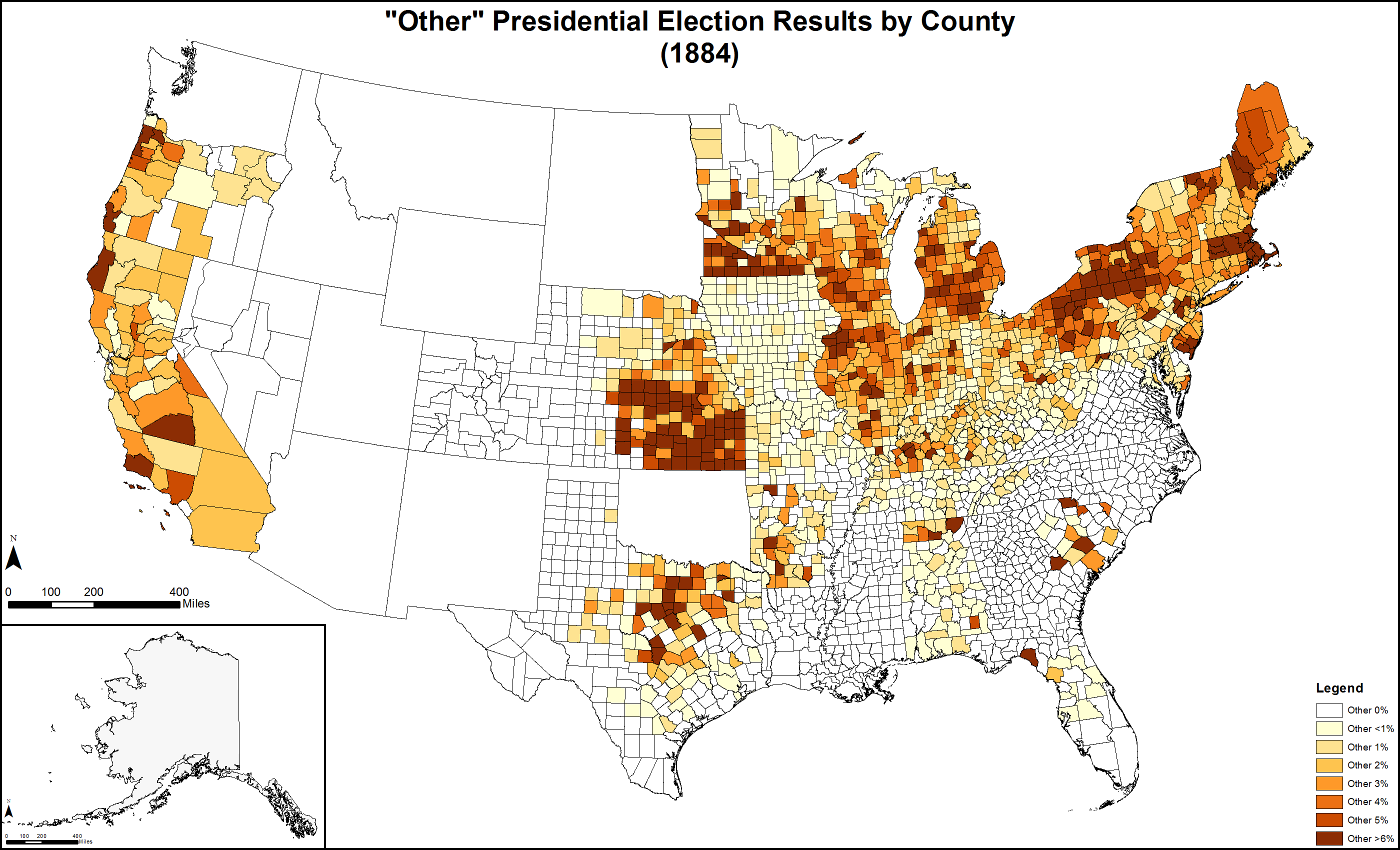
Quận bầu cho ứng cử viên "Khác", được tô sắc theo phần trăm phiếu bầu

### Kết quả theo tiểu bang
Nguồn: Dữ liệu từ Walter Dean Burnham, Presidential ballots, 1836–1892 (Johns Hopkins University Press, 1955) pp 247–57.
| Bang/Quận thắng bởi Cleveland/Hendricks |
| Bang/Quận thắng bởi Blaine/Logan        |

|                |                  | Grover Cleveland Dân chủ | Grover Cleveland Dân chủ | Grover Cleveland Dân chủ | James Blaine Cộng hòa | James Blaine Cộng hòa | James Blaine Cộng hòa | John St. John Cấm rượu | John St. John Cấm rượu | John St. John Cấm rượu | Benjamin Butler Đồng bạc xanh | Benjamin Butler Đồng bạc xanh | Benjamin Butler Đồng bạc xanh | Cách biệt | Cách biệt | Tổng cộng  | Tổng cộng |
| Tiểu bang      | phiếu đại cử tri | #                        | %                        | phiếu đại cử tri         | #                     | %                     | phiếu đại cử tri      | #                      | %                      | phiếu đại cử tri       | #                             | %                             | phiếu đại cử tri              | #         | %         | #          |           |
| -------------- | ---------------- | ------------------------ | ------------------------ | ------------------------ | --------------------- | --------------------- | --------------------- | ---------------------- | ---------------------- | ---------------------- | ----------------------------- | ----------------------------- | ----------------------------- | --------- | --------- | ---------- | --------- |
| Alabama        | 10               | 92,736                   | 60.37                    | 10                       | 59,444                | 38.69                 | –                     | 610                    | 0.40                   | –                      | 762                           | 0.50                          | –                             | 33,292    | 21.67     | 153,624    | AL        |
| Arkansas       | 7                | 72,734                   | 57.83                    | 7                        | 51,198                | 40.70                 | –                     | –                      | –                      | –                      | 1,847                         | 1.47                          | –                             | 21,536    | 17.12     | 125,779    | AR        |
| California     | 8                | 89,288                   | 45.33                    | –                        | 102,369               | 51.97                 | 8                     | 2,965                  | 1.51                   | –                      | 2,037                         | 1.03                          | –                             | −13,081   | −6.64     | 196,988    | CA        |
| Colorado       | 3                | 27,723                   | 41.68                    | –                        | 36,084                | 54.25                 | 3                     | 756                    | 1.14                   | –                      | 1,956                         | 2.94                          | –                             | −8,361    | −12.57    | 66,519     | CO        |
| Connecticut    | 6                | 67,182                   | 48.95                    | 6                        | 65,898                | 48.01                 | –                     | 2,493                  | 1.82                   | –                      | 1,684                         | 1.23                          | –                             | 1,284     | 0.94      | 137,257    | CT        |
| Delaware       | 3                | 16,957                   | 56.55                    | 3                        | 12,953                | 43.20                 | –                     | 64                     | 0.21                   | –                      | 10                            | 0.03                          | –                             | 4,004     | 13.35     | 29,984     | DE        |
| Florida        | 4                | 31,769                   | 52.96                    | 4                        | 28,031                | 46.73                 | –                     | 72                     | 0.12                   | –                      | –                             | –                             | –                             | 3,738     | 6.23      | 59,990     | FL        |
| Georgia        | 12               | 94,667                   | 65.92                    | 12                       | 48,603                | 33.84                 | –                     | 195                    | 0.14                   | –                      | 145                           | 0.10                          | –                             | 46,064    | 32.08     | 143,610    | GA        |
| Illinois       | 22               | 312,351                  | 46.43                    | –                        | 337,469               | 50.17                 | 22                    | 12,074                 | 1.79                   | –                      | 10,776                        | 1.60                          | –                             | −25,118   | −3.73     | 672,670    | IL        |
| Indiana        | 15               | 245,005                  | 49.46                    | 15                       | 238,489               | 48.15                 | –                     | 3,028                  | 0.61                   | –                      | 8,810                         | 1.78                          | –                             | 6,516     | 1.32      | 495,332    | IN        |
| Iowa           | 13               | 177,316                  | 47.01                    | –                        | 197,089               | 52.25                 | 13                    | 1,499                  | 0.40                   | –                      | –                             | –                             | –                             | −19,773   | −5.24     | 377,201    | IA        |
| Kansas         | 9                | 90,132                   | 33.90                    | –                        | 154,406               | 58.08                 | 9                     | 4,495                  | 1.69                   | –                      | 16,346                        | 6.15                          | –                             | −64,274   | −24.18    | 265,848    | KS        |
| Kentucky       | 13               | 152,961                  | 55.32                    | 13                       | 118,690               | 42.93                 | –                     | 3,139                  | 1.14                   | –                      | 1,691                         | 0.61                          | –                             | 34,271    | 12.40     | 276,481    | KY        |
| Louisiana      | 8                | 62,594                   | 57.22                    | 8                        | 46,347                | 42.37                 | –                     | 338                    | 0.31                   | –                      | 120                           | 0.11                          | –                             | 16,247    | 14.85     | 109,399    | LA        |
| Maine          | 6                | 52,153                   | 39.97                    | –                        | 72,217                | 55.34                 | 6                     | 2,160                  | 1.66                   | –                      | 3,955                         | 3.03                          | –                             | −20,064   | −15.38    | 130,491    | ME        |
| Maryland       | 8                | 96,866                   | 52.07                    | 8                        | 85,748                | 46.10                 | –                     | 2,827                  | 1.52                   | –                      | 578                           | 0.31                          | –                             | 11,118    | 5.98      | 186,019    | MD        |
| Massachusetts  | 14               | 122,352                  | 40.33                    | –                        | 146,724               | 48.36                 | 14                    | 9,923                  | 3.27                   | –                      | 24,382                        | 8.04                          | –                             | −24,372   | −8.03     | 303,383    | MA        |
| Michigan       | 13               | 189,361                  | 47.20                    | –                        | 192,669               | 48.02                 | 13                    | 18,403                 | 4.59                   | –                      | 753                           | 0.19                          | –                             | −3,308    | −0.82     | 401,186    | MI        |
| Minnesota      | 7                | 70,065                   | 36.87                    | –                        | 111,685               | 58.78                 | 7                     | 4,684                  | 2.47                   | –                      | 3,583                         | 1.89                          | –                             | −41,620   | −21.90    | 190,017    | MN        |
| Mississippi    | 9                | 77,653                   | 64.34                    | 9                        | 43,035                | 35.66                 | –                     | –                      | –                      | –                      | –                             | –                             | –                             | 34,618    | 28.68     | 120,688    | MS        |
| Missouri       | 16               | 236,023                  | 53.49                    | 16                       | 203,081               | 46.02                 | –                     | 2,164                  | 0.49                   | –                      | –                             | –                             | –                             | 32,942    | 7.47      | 441,268    | MO        |
| Nebraska       | 5                | 54,391                   | 40.53                    | –                        | 76,912                | 57.31                 | 5                     | 2,899                  | 2.16                   | –                      | –                             | –                             | –                             | −22,521   | −16.78    | 134,202    | NE        |
| Nevada         | 3                | 5,578                    | 43.59                    | –                        | 7,193                 | 56.21                 | 3                     | –                      | –                      | –                      | 26                            | 0.20                          | –                             | −1,615    | −12.62    | 12,797     | NV        |
| New Hampshire  | 4                | 39,198                   | 46.34                    | –                        | 43,254                | 51.14                 | 4                     | 1,580                  | 1.87                   | –                      | 554                           | 0.65                          | –                             | −4,056    | −4.80     | 84,586     | NH        |
| New Jersey     | 9                | 127,798                  | 48.98                    | 9                        | 123,440               | 47.31                 | –                     | 6,159                  | 2.36                   | –                      | 3,496                         | 1.34                          | –                             | 4,358     | 1.67      | 260,921    | NJ        |
| New York       | 36               | 563,154                  | 48.25                    | 36                       | 562,005               | 48.15                 | –                     | 25,006                 | 2.14                   | –                      | 17,004                        | 1.46                          | –                             | 1,149     | 0.10      | 1,167,169  | NY        |
| North Carolina | 11               | 142,905                  | 53.25                    | 11                       | 125,021               | 46.59                 | –                     | 430                    | 0.16                   | –                      | –                             | –                             | –                             | 17,884    | 6.66      | 268,356    | NC        |
| Ohio           | 23               | 368,280                  | 46.94                    | –                        | 400,082               | 50.99                 | 23                    | 11,069                 | 1.41                   | –                      | 5,179                         | 0.66                          | –                             | −31,802   | −4.05     | 784,610    | OH        |
| Oregon         | 3                | 24,604                   | 46.70                    | –                        | 26,860                | 50.99                 | 3                     | 492                    | 0.93                   | –                      | 726                           | 1.38                          | –                             | −2,256    | −4.28     | 52,682     | OR        |
| Pennsylvania   | 30               | 392,785                  | 43.46                    | –                        | 478,804               | 52.97                 | 30                    | 15,283                 | 1.69                   | –                      | 16,992                        | 1.88                          | –                             | −86,019   | −9.52     | 903,864    | PA        |
| Rhode Island   | 4                | 12,391                   | 37.81                    | –                        | 19,030                | 58.07                 | 4                     | 928                    | 2.83                   | –                      | 422                           | 1.29                          | –                             | −6,639    | −20.26    | 32,771     | RI        |
| South Carolina | 9                | 69,845                   | 75.25                    | 9                        | 21,730                | 23.41                 | –                     | –                      | –                      | –                      | –                             | –                             | –                             | 48,115    | 51.84     | 92,812     | SC        |
| Tennessee      | 12               | 133,770                  | 51.45                    | 12                       | 124,101               | 47.74                 | –                     | 1,150                  | 0.44                   | –                      | 957                           | 0.37                          | –                             | 9,669     | 3.72      | 259,978    | TN        |
| Texas          | 13               | 225,309                  | 69.26                    | 13                       | 93,141                | 28.63                 | –                     | 3,534                  | 1.09                   | –                      | 3,321                         | 1.02                          | –                             | 132,168   | 40.63     | 325,305    | TX        |
| Vermont        | 4                | 17,331                   | 29.18                    | –                        | 39,514                | 66.52                 | 4                     | 1,753                  | 2.95                   | –                      | 785                           | 1.32                          | –                             | −22,183   | −37.34    | 59,401     | VT        |
| Virginia       | 12               | 145,491                  | 51.05                    | 12                       | 139,356               | 48.90                 | –                     | 130                    | 0.05                   | –                      | –                             | –                             | –                             | 6,135     | 2.15      | 284,977    | VA        |
| West Virginia  | 6                | 67,311                   | 50.94                    | 6                        | 63,096                | 47.75                 | –                     | 939                    | 0.71                   | –                      | 799                           | 0.60                          | –                             | 4,215     | 3.19      | 132,145    | WV        |
| Wisconsin      | 11               | 146,453                  | 45.79                    | –                        | 161,135               | 50.38                 | 11                    | 7,649                  | 2.39                   | –                      | 4,598                         | 1.44                          | –                             | −14,682   | −4.59     | 319,835    | WI        |
| TỔNG CỘNG:     | 401              | 4,914,482                | 48.85                    | 219                      | 4,856,903             | 48.28                 | 182                   | 150,890                | 1.50                   | –                      | 134,294                       | 1.33                          | –                             | 57,579    | 0.57      | 10,060,145 | US        |

### Tiểu bang sít sao

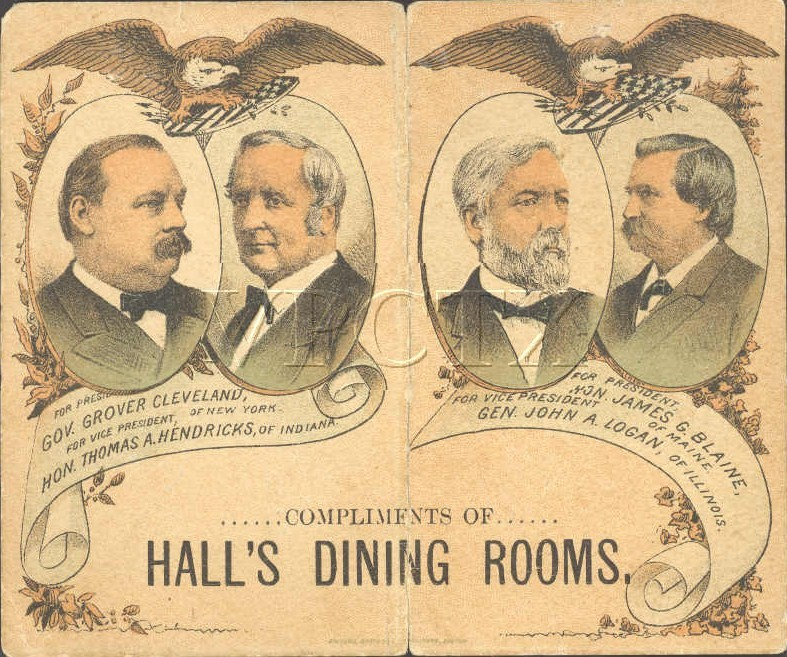
Thư mời miêu tả gương mặt của các ứng cử viên

Các bang có cách biệt chiến thắng dưới 1% (55 phiếu đại cử tri):
1. New York, 0,10% (1.149 phiếu)
2. Michigan, 0,82% (3.308 phiếu)
3. Connecticut, 0,94% (1.284 phiếu)

Các bang có cách biệt chiến thắng giữa 1% và 5% (117 phiếu đại cử tri):
1. Indiana, 1,32% (6.516 phiếu)
2. New Jersey, 1,67% (4.358 phiếu)
3. Virginia, 2,15% (6.135 phiếu)
4. Tây Virginia, 3,19% (4.215 phiếu)
5. Tennessee, 3,72% (9.669 phiếu)
6. Illinois, 3,73% (25.118 phiếu)
7. Ohio, 4,05% (31.802 phiếu)
8. Oregon, 4,28% (2.256 phiếu)
9. Wisconsin, 4,59% (14.682 phiếu)
10. New Hampshire, 4,80% (4.056 phiếu)

Các bang có cách biệt chiến thắng giữa 5% và 10% (104 phiếu đại cử tri):
1. Iowa, 5,24% (19.773 phiếu)
2. Maryland, 5,98% (11.118 phiế)
3. Florida, 6,23% (3.738 phiếu)
4. California, 6,64% (13.081 phiếu)
5. Bắc Carolina, 6,66% (17.884 phiếu)
6. Missouri, 7,47% (32.942 phiếu)
7. Massachusetts, 8,03% (24.372 phiếu)
8. Pennsylvania, 9,52% (86.019 phiếu)